# Новокировский
Новокировский — посёлок в Ишимском районе Тюменской области России. Входит в состав Карасульского сельского поселения.

## География
Расположен на левом берегу реки Карасуль, в 4,5 км к северо-востоку от центра сельского поселения поселка Октябрьский.

## История
Возник как ферма имени Кирова совхоза Карасульский. В 1960-х — 1980-х значился как деревня Кировская. В 1994 году населённый пункт был вновь зарегистрирован, но уже как посёлок Новокировский.

## Население
| 2010 |
| ---- |
| 386  |

Согласно результатам переписи 2002 года, в национальной структуре населения русские составляли 90 % из 505 чел.